# R Aquilae
R Aquilae es una estrella gigante roja variable Mira, se encuentra en la constelación de Aquila, a unos 760 Años luz de distancia del Sol, de tipo espectral M5IIIe-M9IIIe,posee una magnitud visual entre 5.3 y 12.0,una magnitud absoluta de 0.98.Una masa de una masa solar, posee una temperatura de 2800K, una luminosidad de 3470 soles y un radio de 275 veces la del Sol, si estuviera  en lugar del Sol estaría a un medio entre las órbitas de la Tierra y Marte.